# اللاسلطوية والدولة واليوتوبيا
اللاسلطوية, الدولة واليوتوبيا هو كتاب صدر عام 1974 للفيلسوف السياسي الأمريكي روبرت نوزيك . فاز الكتاب بجائزة الكتاب الوطني الأمريكي لعام 1975 في فئة الفلسفة والدين ،  وتمت ترجمته إلى 11 لغة، وتم اختياره كواحد من "أكثر 100 كتاب تأثيرًا منذ الحرب" (1945-1995) من قبل الملحق الأدبي لصحيفة التايمز البريطانية. 
في معارضة لنظرية العدالة (1971) لجون راولز ، وفي مناظرة مع مايكل والزر ،  يزعم نوزيك لصالح الحد الأدنى للدولة ، "تقتصر على الوظائف المحددة للحماية ضد القوة والسرقة والاحتيال وإنفاذ العقود وما إلى ذلك". عندما تتحمل الدولة مسؤوليات أكثر من هذه، يجادل نوزيك أن الحقوق سوف تنتهك. لدعم فكرة الدولة الدنيا، يقدم نوزيك حجة توضح كيف تنشأ الدولة الدنيا بشكل طبيعي من حالة لوك الطبيعية وكيف أن أي توسع لقوة الدولة يتجاوز هذه العتبة الدنيا غير مبرر.

## فهرس
- Nozick، Robert (2013). Anarchy, State, and Utopia. Basic Books. ISBN:978-0-465-05100-7.
- Robinson, Dave & Groves, Judy (2003). Introducing Political Philosophy. Icon Books. (ردمك 184046450X)ISBN 184046450X.
- Nozick, Robert. The Examined Life.

## روابط خارجية
- روثبارد، موراي: روبرت نوزيك والتصور الطاهر للدولة
- خلاصة انتقادات جوناثان وولف لنوزيك
- "السنجاب والدولة" - نقدٌ لحجة نوزيك في مسألة الدولة، بقلم نيكولاس مالوبرتي (مجلة ذا إندبندنت ريفيو، العدد ١٤، ٢٠١٠) (الاشتراك مطلوب)
- الفلسفة السياسية لروبرت نوزيك ، موسوعة ستانفورد للفلسفة